# Église de la Sainte-Trinité de Penponds
Pour les articles homonymes, voir Église de la Sainte-Trinité.
L'église de la Sainte-Trinité de Penponds (anglais : Holy Trinity Church) est une église paroissiale anglicane située dans le village de Penponds (en) et la paroisse civile de Camborne, dans le comté de Cornouailles, en Angleterre. Consacré en 1854, cet édifice est agrandi, restauré et réaménagé à plusieurs reprises à la fin du XIXe siècle et au début du XXe siècle. Il est aujourd'hui classé monument de Grade II. Son intérieur est un des plus richement décorés de Cornouailles.

## Historique

### Construction
Comme l'atteste une inscription sur un mur intérieur près de la chaire, le district ecclésiastique de Penponds est formé par un acte le 19 décembre 1846,. L'église de la Sainte-Trinité est consacrée par le lord évêque d'Exeter le 15 mai 1854,,. Sa construction est en partie financée par le National Churches Trust (en).

### Restauration et agrandissement
Durant 39 ans, de 1896 à 1935, la paroisse est servie par le chanoine James Sims Carah, qui a par ailleurs été antiquaire et militant de la cause traditionnelle cornique. Celui-ci entreprend plusieurs travaux de restauration et de réaménagement jusqu'en 1934, pour un coût total de 3 000 £ (
soit 327 000 £ en 2025) : jusqu'alors très sobre, l'intérieur est pourvu de sculptures, de dorures et d'éléments en marbre, et une clôture d'autel est ajoutée,. Certains de ces nouveaux éléments sont importés du continent européen,.
En 1897, le chœur est restauré, une sacristie est ajoutée et l'orgue est déplacé de l'extrémité ouest à l'extrémité est du bas-côté nord, avant que l'église ne soit rouverte au public le dimanhe de la Trinité le 13 juin 1897. La Sainte Communion y est célébrée pour la première fois en présence d'une chorale le 5 septembre de la même année par le père Harry Chappel de la mission mission de Plaistow (en). Le premier office du soir (en) chanté est célébré le 16 septembre de la même année. Afin de rendre grâce pour la première confirmation célébrée en cette église le 9 décembre 1898, un baptistère est ajouté avec deux clôtures (en) en bois de chêne sculpté.
La nef, le bas-côté et le porche sont restaurés en 1899. La nef, le baptistère, le jubé et le sanctuaire du Bon-Pasteur au côté nord du chœur sont consacrés le 7 décembre 1899. Le nouveau maître-autel en marbre est consacré à l'occasion de la Fête de la récolte le 12 septembre 1901.
La chaire à prêcher est installée en 1901 par Hancock de Bodmin et est dédiée le 17 octobre de la même année par l'archidiacre de Cornouailles (en). Dans la chapelle mariale, l'autel est consacré le 18 septembre 1902 et son retable le 13 mars 1904. Le 16 mai 1904, le jubilé de l'Église est célébré en l'église de Penponds avec un sermon de l'archidiacre de Cornouailles. En 1909, l'installation du retable du maître-autel nécessite le rehaussement de la fenêtre orientale du chœur.
Un nouveau jubé est installé en 1925 ; conçu par Hancock de Bodmin, il est construit et sculpté par J. B. Hunt de Plymouth. Les bancs de la nef sont pourvus de nouvelles extrémités sculptées, tandis que des bancs sont ajoutés dans la chapelle mariale.
Le chanoine Carah démissionne en 1935 et décède l'année suivante.
Plus tard, le poète John Betjeman décrit l'église comme « un parfait objet d'époque du bon goût haute Église ».

## Architecture
Cette église néo-gothique imite le style gothique primaire anglais des XIIe et XIIIe siècles. Elle comporte une nef, un chœur, un bas-côté nord, une sacristie au nord et un porche d'entrée au sud.

### Extérieur
L'église possède plusieurs fenêtres en forme de lancettes simples à têtes trilobées. Néanmoins, la façade orientale du chœur est pourvue d'une lancette triple. La façade occidentale est pourvue d'une fenêtre double ; son pignon est surmonté par un abri à cloches (en).
Côté nord, le collatéral et la sacristie sont recouverts d'un toit asymétrique de type saltbox. 
L'extrémité ouest de la partie sud de la nef est jouxtée par un porche en granite surmonté d'un toit en bâtière soutenu par des fermes en ciseaux (en). Le porche abrite des portes en fer forgé contenues dans une embrasure à arc brisé dont l'intrados est chanfrené. Sous le porche, le sol est en ardoise.
À l'ouest du porche se trouve une maisonnette construite en pierre de taille au XXe siècle et surmontée d'un toit en appentis. Bien que détachée de l'édifice principal, elle figure dans l'entrée de l'église sur la National Heritage List for England.

### Intérieur
À l'intérieur, les murs sont recouverts de plâtre ; ils sont ornés de plaques de marbre et de panneaux en bois de chêne.
La nef est séparée du bas-côté nord par une arcade quadruple en granite à arches brisées supportées par des piliers circulaires aux chapiteau moulurés. L'arche du chœur (de) est brisée et chanfrenée. Les toits de la nef et du chœur sont soutenus par des fermes en ciseaux (en).
Le retable du maître-autel, daté de 1909, représente l'Institution de l'Eucharistie. Dans la chapelle mariale (en), un retable porte les premiers mots du Magnificat, tandis que le candelabre devant l'autel porte le début d'un verset du Psaume 119 : « La révélation de tes paroles éclaires » (119:130).
L'église comprend de nombreux éléments richements sculptés du début du XXe siècle : les stalles, les extrémités des bancs, le jubé, la clôture d'autel, le maître-autel, le lutrin et la chaire à prêcher. Cette dernière comporte une réplique moderne du triptyque du peintre flamand Hans Memling, ainsi que les paroles du Sanctus en anglais : Holy, holy, holy, Lord God of Hosts (« Saint, saint, saint le Seigneur, Dieu de l'univers »). La clôture de l'autel principal et les bancs de la chapelle mariale sont issus de l'ancienne clôture d'autel de l'église paroissiale de Camborne, d'où elle a été prélevée en 1878 et 1879. L'armoire est en partie faite de fragments d'anciennes extrémités de bancs du Moyen Âge.
Les décorations en lambris sont sculptées par William Mitchell de Penponds. Sur le mur occidental, le Credo et le Notre Père sont peints sur des panneaux.
Plusieurs scènes sont sculptées sur le banc de l'orgue : un ange avec trompette, le roi David avec une harpe et saint François prêchant à des oiseaux. Ces sculptures sont dédiées au défunt organiste honoraire Frederick William Sara, mort le 13 novembre 1934. Sur le dos d'un autre banc, on peut voir une scène d'Esther et du roi, tirée du livre d'Esther : « Le roi tendit le sceptre d'or à Esther » (Est 8,4). Les bancs de la nef sont pourvus d'extrémités sculptées qui imitent le style cornique du XVe siècle et représentent personnalités corniques, dont Endeliente (en), une sainte cornique des Ve et VIe siècles, et le célèbre inventeur Richard Trevithick.
L'église possède également des fonts baptismaux et une aiguière baptismale.
Les vitraux de l'église sont ajoutés entre 1907 et 1933 ; la plupart d'entre eux sont fabriqués par l'atelier Clayton and Bell (en).

#### Épitaphes et plaques commémoratives
Dans le chœur, deux plaques rappellent l'engagement du chanoine Carah pour la restauration et le réaménagement de l'intérieur de l'édifice. Ainsi, on peut lire, sur le mur sud du chœur :
« To the Glory of God and in honour of our Lord in the Blessed Sacrament of the Altar, the East windows were given by the Vicar of this Church, in memory of his friend Elizabeth Browne who fell asleep 1905, and the Reredos in memory of his parents, William and Mary Carah, who, after 62 years of happy married life, fell asleep, 1909, R.I.P. »
« À la Gloire de Dieu et en l'honneur de notre Seigneur dans le Saint Sacrement de l'autel, les fenêtres orientales ont été offertes par le pasteur de cette église, en mémoire de son amie Elizabeth Browne qui s'est endormie en 1905, et le retable en mémoire de ses parents, William et Mary Carah qui, après 62 années d'un heureux mariage, se sont endormis, en 1909, R.I.P. »
et à un autre endroit :
« The decoration of this Chancel, a work of love, which extended over a period of twenty years was completed as a humble Thanksgiving to Almighty God for the blessings of Victory and Peace. A.D. 1919. »
« La décoration de ce chœur, une œuvre d'amour réalisée sur une période de plus de vingt années, est achevée en humble reconnaissance à Dieu Tout-Puissant pour ses bénédictions de Victoire et de Paix. 1919 apr. J.-C.. »
William Wright Butlin (1814-1902), le premier pasteur de la paroisse, est inhumé dans la partie sud de l'église aux côtés de son épouse Julia Crowther (-1898). Une épitaphe décrit le pasteur comme « calme, confiant et au grand cœur, un mari et père aimant ».
Plusieurs pierres tombales sont dédiées à Julia Frances (1848-1933), fille de W. W. Butlin et missionnaire de la paroisse, ainsi qu'aux servantes Louisa Clarke (-1891) et Grace Luke (-1908).

#### Monument aux morts
Le porche de l'église accueille un monument aux morts de la Première Guerre mondiale,. Intégré à la structure de l'édifice, ce monument est composé de six plaques en granite : trois sur le côté gauche du porche et trois sur le côté droit. Sur le côté gauche, le premier panneau porte l'inscription To the greater glory of God and in proud memory of all the men, who in the days of the Great War, 1914 - 1918, served even unto death their King, their Country and their God especially of (Names) (« À la plus grande gloire de Dieu et en fière mémoire de tous les hommes qui, dans les jours de la Grande Guerre, 1914-1918, ont servi jusqu'à la mort leur roi, leur pays et leur Dieu, plus particulièrement de [Noms] »). Sur le côté droit, on peut lire (Names) Killed in enemy action (« [Noms] Tués dans l'action de l'enemi ») et (Names) on whom and on all Christian souls O, God have mercy They are Thine, O Lord, thou lover of all souls (« [Noms], d'eux et de toutes les âmes chrétiennes, Ô Dieu prends pitié, Ils sont à toi, Ô Seigneur, toi qui aimes toutes les âmes »). Les panneaux de gauche sont surmontés par un panneau central portant l'inscription Pray For England (« Priez pour l'Angleterre »), le côté droit par un relief de la Crucifixion.
Une liste de défunts mentionnés sur ce mémorial est disponible en ligne.

## Orgue
L'orgue est acheté en occasion à Lowenac House à Camborne en 1901. Il est inauguré le 13 mars 1902. En 1991, l'orgue est agrandi et pourvu d'une traction électrique par Lance Foy de Truro.
Voici la composition détaillée de l'orgue de l'église : 
| Pedal C–f1 |              |     |
| 1.         | Bourdon      | 16′ |
| 2.         | Bass Flute   | 8′  |
| 3.         | Octave Flute | 4′  |

| Great C–a3 |                  |       |
| 4.         | Open Diapason    | 8′    |
| 5.         | Stopped Bass     | 8′    |
| 6.         | Stopped Diapason | 8′    |
| 7.         | Twelfth          | 22/3′ |
| 8.         | Principal        | 4′    |
| 9.         | Flute            | 4′    |
| 10.        | Fifteenth        | 2′    |

| Swell C–a3 |              |    |
| 11.        | Gedact       | 8′ |
| 12.        | Echo Gamba   | 8′ |
| 13.        | Voix Celeste | 8′ |
| 14.        | Gemshorn     | 8′ |
| 15.        | Fifteenth    | 8′ |
| 16.        | Horn         | 8′ |

- Couplage : Swell/Pedal, Swell/Great, Swell octave, Swell sous-octave Great/Pedal

## Cimetière
Le cimetière de l'église de Penponds comporte une tombe du Commonwealth de la Première Guerre mondiale.

## Statut paroissial
Dans cette église, le culte est rendu selon la tradition anglicane Haute Église.
L'église de la Sainte-Trinité de Penponds partage son bénéfice avec l'église Saint-Martin-et-Saint-Mériadec de Camborne et l'église de Tous-les-Saints de Tuckingmill. La paroisse de Penponds est rattachée au doyenné de Carnmarth North et à l'archidiaconé de Cornouailles au sein du diocèse de Truro de l'Église d'Angleterre.